# Neptis tricolorata
Neptis tricolorata är en fjärilsart som beskrevs av Roger Grund 1908. Neptis tricolorata ingår i släktet Neptis och familjen praktfjärilar. Inga underarter finns listade i Catalogue of Life.